# Cratyna pernitida
Cratyna pernitida är en tvåvingeart som först beskrevs av Edwards 1915.  Cratyna pernitida ingår i släktet Cratyna och familjen sorgmyggor. Arten har ej påträffats i Sverige. Inga underarter finns listade i Catalogue of Life.